# Cap Split
Le cap Split est un cap située sur la côte sud de la baie de Fundy dans la province de la Nouvelle-Écosse. Il est situé dans le comté de Kings  et il est l’extrémité occidentale de la chaîne de la Montagne du Nord, qui sont composées principalement de tholéiite. Le cap sépare la baie de Fundy du bassin des Mines. 
Le cap fait en lui-même 7 km de long. Les deux côtés de la pointe sont composés de falaises battues par les courants de marée du bassin des Mines.
La propriété du parc a récemment[Quand ?] été vendue au gouvernement de la Nouvelle-Écosse qui prévoit d'en faire un parc provincial. Un sentier d'environ 16 km permet de parcourir les côtes du cap.